# Мараліхинська сільська рада
Маралі́хинська сільська рада (рос. Маралихинский сельский совет) — сільське поселення у складі Краснощоковського району Алтайського краю Росії.
Адміністративний центр — село Мараліха.

## Історія
2015 року ліквідована Куйбишевська сільська рада (село Куйбишево, селище Золотушка), територія увійшла до складу Мараліхинської сільської ради.

## Населення
Населення — 2200 осіб (2019; 2621 в 2010, 3085 у 2002).

## Склад
До складу сільської ради входять:
| Населений пункт   | Населення, осіб (2002) | Населення, осіб (2010) |
| ----------------- | ---------------------- | ---------------------- |
| Золотушка, селище | 137                    | 116                    |
| Куйбишево, село   | 897                    | 708                    |
| Мараліха, село    | 2051                   | 1797                   |